# Éclipse solaire du 12 août 2045
L'éclipse solaire du 12 août 2045 est une éclipse totale. La dernière éclipse à ce jour de l'année aura eu lieu le 12 août 2026, soit 19 ans avant cette éclipse selon le cycle métonique.

## Son parcours

Carte animée de l'éclipse.

Ce sera la quatrième éclipse la plus longue du XXIe siècle. Elle traversera la majorité des États-Unis, avec une zone d'éclipse totale visible depuis le nord de la Californie, le Nevada, l'Utah, le Colorado, le Kansas, l'Oklahoma, l'Arkansas, le Mississippi, l'Alabama et la Floride. Elle passera également par les Bahamas, avant de continuer par Haïti, la République dominicaine, le Venezuela, le Guyana, le Suriname, la Guyane française et le Brésil ; pour finir au large de la pointe Est du Brésil.

## Prochaine éclipse totale en France
Cette éclipse totale est la prochaine passant en France, depuis celle du 11 août 1999. À la différence de cette dernière, elle n'aura cependant pas lieu en métropole mais en Guyane.